# Bataille de Sitio Bayoko
Insurrection moro aux Philippines
Batailles
- Zamboanga
- Sitio Bayoko
- Sitio Makaita
- Sitio Kan Jalul
- Marawi

La bataille de Sitio Bayoko a lieu le 9 avril 2016 pendant l'insurrection moro aux Philippines.

## Prélude
Au début de l'année 2016, la faction du groupe djihadiste Abou Sayyaf ralliée à l'État islamique lance un ultimatum au gouvernement philippin. Il retient alors en otages quatre Occidentaux — deux Canadiens, un Norvégien et un Italien — et réclame en échange de leur libération le versement d'une rançon, faute de quoi ils seront exécutés. En réponse, le gouvernement philippin lance à son tour un ultimatum en menaçant de lancer une offensive militaire si les otages ne sont pas libérés. Le 8 avril, sur l'île de Jolo, les djihadistes relâchent l'otage italien, Rolando del Torchio, un prêtre enlevé le 25 octobre 2015 et retenu captif pendant six mois, mais les autres prisonniers demeurent entre les mains d'Abou Sayyaf,,.

## Déroulement
Le 9 avril, quelques heures après l'expiration de l'ultimatum, l'armée philippine passe à l'offensive. Cependant, alors qu'elle fait mouvement pour attaquer les positions djihadistes, un détachement du 44e bataillon d'infanterie se retrouve pris en embuscade. Les affrontements ont lieu à Sitio Bayoko, dans le barangay de Baguindan, près de la ville de Tipo-Tipo, au sud-est de l'île de Basilan. Les combattants d'Abou Sayyaf, au nombre de 120 et retranchés dans les hauteurs, ouvrent le feu sur les soldats philippins à découvert. Les combats durent environ 10 heures,,,.

## Les pertes
Selon les déclarations, le 10 avril, du commandant Filemon Tan, porte-parole de l'armée philippine dans la région, 18 soldats ont été tués lors des combats, au moins quatre ont été décapités, et 53 autres ont été blessés. Les pertes des djihadistes sont de cinq morts, dont un Marocain, Mohammed Khattab, et Ubaida, un fils d'Isnilon Totoni Hapilon, et 20 blessés. Il s'agit alors des affrontements les plus sanglants aux Philippines depuis le début de l'année 2016,.
Le 13 avril, l'agence Amaq de l'État islamique déclare que plus de 100 soldats philippins ont été tués. Ce bilan est démenti le lendemain par l'armée philippine qui affirme que 28 djihadistes au total ont été tués sur l'île de Basilan dans divers combats entre le 9 et le 14 avril.